# پگنیتس (شهر)
شهر پگنیتس (به آلمانی: Pegnitz) در ایالت بایرن در کشور آلمان واقع شده‌است.